# Le Diable de Tasmanie : Le Tourbillon vorace
Le Diable de Tasmanie : Le Tourbillon vorace (anglais : Tasmanian Devil: Munching Madness) est un jeu vidéo de plates-formes développé par M4 Ltd. et édité par Sunsoft en 1999 sur Game Boy Color. Une autre version a été aussi éditée sur Game Boy.

## Système de jeu
Il s'agit d'un jeu de plateforme qui se joue d'un point de vue aérien. Le joueur prend le contrôle de Taz pour manger toute la nourriture dans chacun des neuf niveaux - Tasmanie, Australie, Chine, Grèce, Suisse, Amsterdam, forêt amazonienne, Las Vegas et Transylvanie. En chemin, le joueur doit également collecter des médaillons et attaquer les ennemis en utilisant la pirouette caractéristique de Taz ou en crachant.